# Polina Agureeva
Polina Agureeva (Volgogrado, Rusia, 9 de septiembre de 1976) es una actriz de teatro y televisión, y cantante rusa, laureada con el Premio Estatal de la Federación de Rusia.
Entre las películas en las que ha actuado destacan Euphoria (2006) y Liquidation (2007).